# Crocidura voi
Crocidura voi és una espècie de mamífer eulipotifle de la família de les musaranyes (Soricidae).
Es troba a Etiòpia, Kenya, Mali, Nigèria, Somàlia i el Sudan.